# 人生オワタの大冒険
『人生オワタの大冒険』（じんせいオワタのだいぼうけん）は、インディーズゲーム製作者のキングによって2000年代に無料公開されたブラウザゲーム（Flashゲーム）である。
本作は2ちゃんねるで生み出されたキャラクター「人生オワタ」をプレイヤーに据えたアクションゲームであり、ステージ内にはキャラクターが即死するトラップが大量に用意されていることから、「死にゲー」として知られており、『I Wanna Be the Guy』などにも影響を与えた。
2020年8月15日には続編となる『人生オワタの大冒険2』が公開され、両作品とも同年末のAdobe Flash Playerサービス終了によりプレイ不可能になった。その後、オープンソースのAdobe Flashエミュレーター「Ruffle」を採用してのプレイが可能であることから、2023年11月19日から両作品とも再公開されている。
本項では、『人生オワタの大冒険2』についても併せて解説する。

## 内容
本作は「＼(^o^)／」でしばしば表記されるキャラクター「人生オワタ」が、ジャンプとオワタバスターを駆使しながら2ちゃんねる（現：5ちゃんねる）で使用されている大量のアスキーアート（AA）によって張り巡らされたトラップを潜り抜けてゴールを目指すという内容の横スクロールゲームである。
元々の「人生オワタ」という概念は樹海で自殺することを目指しており、本作においても「人生オワタ」が指すものは同義である。
本作は主人公である「人生オワタ」が何度も死を迎える一方、リプレイに対するペナルティは低く、「R」キーを押すだけで、プレイ中のステージのスタート地点に戻ることができる。
続編である『人生オワタの大冒険2』は、樹海から崩壊が迫っており、Flashサポート終了という確実な死が目前に控えている状態のアスキーアートの世界を舞台として、消えゆくアスキーアートの世界を攻略することを主眼としている。

## 制作
キングは本作の経緯について、おたくま経済新聞およびガジェット通信からの取材に対して話している。
元々キングは2ちゃんねるのアスキーアート板をよく利用しており、特に人生オワタを気に入っていた。
この時、オワタを題材としたFLASHアニメが掲示板内のスレッドにアップロードされており、キングはこれをアニメーションにしたら面白いだろうと考えるようになった。
FLASHアニメやFLASHゲームを気に入っていたことから、当時大学生だった彼は本作の体験版を作り、2007年正月に公開した。
この体験版はAdobe Flashの勉強と練習を目的としていたが、一日に10万件のアクセスが殺到するほどの話題性を得たことから、さらなるブラッシュアップがすすめられ、2007年末に未完成扱いで公開された。
その後、2009年9月に完成版として公開され、『I Wanna Be the Guy』（以下『IWBTG』）のグラフィックを用いた追加ステージが用意された。

### 制作（人生オワタの大冒険2）
2020年8月15日には続編となる『人生オワタの大冒険2』が公開された。
同作の公開にあたり、作者のキングは「Flashもあと少しで終わるので、令和最初で最後のFlashゲームとして本作を作った」という旨のツイートを行なっているほか、電ファミニコゲーマーの記事によると、キングは『2』の制作にあたり3か月ほど休業したとされている。『2』の音楽はキングの別作品『ロッコちゃん』などへの楽曲提供も行ったAsagenが担当している。

## 反響
本作は、「孔明の罠」と呼ばれるような即死トラップが多数存在し、その死の理不尽さから「鬼畜ゲー」「死にゲー」などと呼ばれるようになり、2000年代中盤に人気を博した。
また、本作はサントリーのコーヒー飲料クラフトボスのWEB動画『Flash Back Memories』の中でも取り上げられた。

### 他作品への影響
本作のゲームデザインは『IWBTG』に影響を与え、そこからさらに『Super Meat Boy』や『Celeste』にも影響が及び、最終的には「死にゲー」というジャンルの基本システムとなった。
その後、本作の完成版に『IWBTG』のグラフィックを取り入れたステージが追加された際、『IWBTG』の作者であるMichael "Kayin" O'Reillyはキングあてに感謝のメールを送った。
これとは別に、ゲーム制作者のちくも本作に影響を受けて『しょぼんのアクション』を制作したと公言しているほか、ゲーム『UNDERTALE』の作者であるトビー・フォックスも高校生の頃から本作のファンだとキングとのTwitter上でのやり取りにて明言している。

### 評価
ガジェット通信のshnskは、『人生オワタの大冒険2』について、ステージの区切りが簡略化されて遊びやすくなっていると評価している。GIGAZINEは、『人生オワタの大冒険2』について初代同様理不尽なトラップが多いがために、クリアした時の達成感が大きいと評価している。